# Amphibienlaichgebiete von nationaler Bedeutung im Kanton Jura
Hier sind alle Amphibienlaichgebiete von nationaler Bedeutung im Kanton Jura aufgelistet. Diese Amphibienlaichgebiete im Kanton Jura sind in der Schweiz durch Bundesverordnung geschützt und Teil des Bundesinventars der Amphibienlaichgebiete von nationaler Bedeutung (französisch Inventaire fédéral des sites de reproduction de batraciens d’importance nationale, italienisch Inventario federale dei siti di riproduzione di anfibi di importanza nazionale, romanisch Inventari federal dals territoris da frega d’amfibis d’impurtanza naziunala). Die Europäische Umweltagentur (European Environment Agency) koordiniert die Daten der europäischen Mitglieder. Die inventarisierten Amphibienlaichgebiete der Schweiz führen in der internationalen Datenbank den Code «CH05».

## IUCN-Kategorie
Die Amphibienlaichgebiete von nationaler Bedeutung in der Schweiz sind in der IUCN-Kategorie IV registriert. Diese umfasst Biotop- und Artenschutzgebiete mit einem Management, das ein gezieltes Monitoring und regelmässige Eingriffe zur Erhaltung des Schutzgebietes vorsieht, wie beispielsweise zur Verhinderung der Verbuschung und Verwaldung.

## Schutzziele
Ziel der Amphibienlaichgebiete-Verordnung (AlgV) ist der Artenschutz von Amphibien. Diese sind seit 1967 bundesrechtlich geschützt und gehören zu den am stärksten gefährdeten Artengruppen des Landes. Die Gebiete sind zudem offiziell ausgewiesene Schutzgebiete in Natur- und Landschaftsschutz. Die Aufstellung entspricht der Common Database on Designated Areas der Europäischen Umweltagentur (EEA). Die letzte Aufnahme eines Gebiets erfolgte 2017.

## Liste der Amphibienlaichgebiete
| Objekt (Swisstopo) | Gebietsname Lokalität       | Standort- gemeinde                                 | CDDA- Sitecode    | Fläche in ha | Koordinate                                | Jahr der Ausweisung                       | Bild                                      |
| ------------------ | --------------------------- | -------------------------------------------------- | ----------------- | ------------ | ----------------------------------------- | ----------------------------------------- | ----------------------------------------- |
| JU200              | Les Esserts                 | Boécourt, Haute-Sorne                              | 348192            | 26,49 ha     | ⊙                                         | 2001                                      | Bild gesucht BW                           |
| JU701              | Sous Bâme                   | Haute-Sorne                                        | 348166            | 5,38 ha      | ⊙                                         | 2001                                      | Bild gesucht BW                           |
| JU703              | En Cortio                   | Haute-Sorne                                        | 348158            | 7,07 ha      | ⊙                                         | 2001                                      | Bild gesucht BW                           |
| JU902              | Le Colliard                 | Courroux                                           | 348200            | 30,75 ha     | ⊙                                         | 2001                                      | Bild gesucht BW                           |
| JU1002¨            | Bois de Chaux               | Courtételle                                        | 348176            | 8,82 ha      | ⊙                                         | 2001                                      | Bild gesucht BW                           |
| JU1400             | Combe Tabeillon             | Haute-Sorne                                        | 348177            | 2,98 ha      | ⊙                                         | 2001                                      | Bild gesucht BW                           |
| JU1405¨            | Combe du Bez                | Haute-Sorne                                        | 348178            | 2,88 ha      | ⊙                                         | 2001                                      | Bild gesucht BW                           |
| JU1406             | Foradrai                    | Haute-Sorne                                        | 348179            | 26,51 ha     | ⊙                                         | 2001                                      | Bild gesucht BW                           |
| JU1600             | Les Charbonnières           | Mettembert                                         | 348180            | 2,32 ha      | ⊙                                         | 2001                                      | Bild gesucht BW                           |
| JU1902             | Moulin de Bavelier          | Pleigne                                            | 348181            | 14,26 ha     | ⊙                                         | 2001                                      | Bild gesucht BW                           |
| JU2400             | La Réselle                  | Soyhières                                          | 348183            | 10,97 ha     | ⊙                                         | 2001                                      | Bild gesucht BW                           |
| JU4200             | Le Refrain-La Bouège        | Le Noirmont, Les Bois                              | 348175            | 29,55 ha     | ⊙                                         | 2001                                      | Bild gesucht BW                           |
| JU4300             | Les Saignes                 | Le Noirmont, Les Breuleux                          | 348185            | 12,58 ha     | ⊙                                         | 2001, rev. 2007                           | Bild gesucht BW                           |
| JU4806             | La Sagne à Droz             | Les Genevez                                        | 348186            | 6,13 ha      | ⊙                                         | 2001                                      | Bild gesucht BW                           |
| JU4900             | La Vauchotte-Bois Banal     | Saignelégier                                       | 348187            | 69,64 ha     | ⊙                                         | 2001                                      | Bild gesucht BW                           |
| JU5001             | Dos le Cras                 | Lajoux                                             | 348188            | 11,96 ha     | ⊙                                         | 2001                                      | Bild gesucht BW                           |
| JU5101             | Plain de Saigne             | Montfaucon, Saint-Brais                            | 348189            | 38,45 ha     | ⊙                                         | 2001                                      | Bild gesucht BW                           |
| JU5412             | La Goule-Le Theusseret      | Le Noirmont, Saignelégier                          | 348190            | 36,20 ha     | ⊙                                         | 2001                                      | Bild gesucht BW                           |
| JU5413             | La Bouège-La Goule          | Le Noirmont                                        | 348167            | 20,97 ha     | ⊙                                         | 2001                                      | Bild gesucht BW                           |
| JU5600             | Bois Banal-Moulin Jeannotat | Saignelégier                                       | 348184            | 70,51 ha     | ⊙                                         | 2001                                      | Bild gesucht BW                           |
| JU5606             | Les Pommerats               | Saignelégier                                       | 348182            | 14,91 ha     | ⊙                                         | 2001                                      | Bild gesucht BW                           |
| JU5701             | La Gruère                   | Le Bémont, Montfaucon, Saignelégier                | 348159            | 104,78 ha    | ⊙                                         | 2001                                      | Bild gesucht BW                           |
| JU5702             | Les Royes                   | Le Bémont, Saignelégier                            | 348160            | 49,01 ha     | ⊙                                         | 2001                                      | Bild gesucht BW                           |
| JU5800             | Côte d’Oye                  | Lajoux, Saint-Brais                                | 348161            | 5,18 ha      | ⊙                                         | 2001                                      | Bild gesucht BW                           |
| JU6400             | Étangs de Vendlincourt      | Vendlincourt                                       | 348162            | 11,32 ha     | ⊙                                         | 2001                                      | Bild gesucht BW                           |
| JU6600             | Lorette                     | Clos du Doubs                                      | 348163            | 9,22 ha      | ⊙                                         | 2001                                      |                                           |
| JU6604             | Bellefontaine               | Clos du Doubs                                      | 348164            | 8,70 ha      | ⊙                                         | 2001                                      | Bild gesucht BW                           |
| JU7000             | Étang Corbat                | Porrentruy                                         | 348174            | 3,93 ha      | ⊙                                         | 2001                                      | Bild gesucht BW                           |
| JU7500             | Étangs Rougeat              | Bonfol, Vendlincour                                | 348168            | 55,47 ha     | ⊙                                         | 2001                                      | Bild gesucht BW                           |
| JU7501             | Étangs de Bonfol            | Bonfol, Vendlincourt                               | 348169            | 163,96 ha    | ⊙                                         | 2001                                      | Bild gesucht BW                           |
| JU7508             | Les Queues de Chats         | Bonfol                                             | 348170            | 3,42 ha      | ⊙                                         | 2001                                      | Bild gesucht BW                           |
| JU7801             | Place d’armes, le Nalé      | Bure, Fahy                                         | 555596978         | 290,34 ha    | ⊙                                         | 2001, rev. 2017                           | Bild gesucht BW                           |
| JU8101             | La Coeuvatte                | Coeuve                                             | 348019            | 5,07 ha      | ⊙                                         | 2007                                      | Bild gesucht BW                           |
| JU8400             | Le Martinet                 | Courgenay                                          | 348171            | 1,66 ha      | ⊙                                         | 2001                                      | Bild gesucht BW                           |
| JU8700             | Les Coeudres                | Damphreux                                          | 348172            | 18,52 ha     | ⊙                                         | 2003                                      | Bild gesucht BW                           |
| BE1139             | Biaufond                    | JU: Les Bois NE: La Chaux-de-Fonds BE: La Ferrière | 347322            | 19,69 ha     | ⊙                                         | 2001                                      |                                           |
| 36                 | Objekte insgesamt           | Objekte insgesamt                                  | Objekte insgesamt | 1'199,6      | ha Gesamtfläche der Amphibienlaichgebiete | ha Gesamtfläche der Amphibienlaichgebiete | ha Gesamtfläche der Amphibienlaichgebiete |

## Belege
1. ↑  Designation type: Bundesinventar der Amphibienlaichgebiete von nationaler Bedeutung. European Environment Agency, abgerufen am 10. November 2022.
2. ↑  CDDA-Datenbank

- Karte mit allen Koordinaten:
- OSM |
- WikiMap